# Црква Свете Петке у Беревцу
Црква Свете Петке у Беревцу у општини Штрпце, је црква Српске православне цркве и споменик културе од изузетног значаја, подигнута у 16., а обновљена у 19. веку. Црква Св. Петке је била најуважанија од свих цркава у Сиринићкој Жупи.

## Изглед
Црква је једнобродна мањих димензија, правоугаоне основе, са истакнутом олтарском апсидом, споља тространо и изнутра полукружном. Лево и десно од ње су урезане, лучно завршене, нише проскомидије и ђаконикона. Црква је зидана каменом и пресведена полуобличастим сводом, споља је високи сокл и једноставно профилисани поткровни венац. Улазна врата су лучно завршена са старим каменим прагом и два степеника. У цркву се улази кроз дозидану припрату са двоја врата на јужном зиду. Тако је западни портал цркве остао заклоњен. Под цркве је од камених плоча, делимично заливен бетоном. 
По обнови цркве у 19. веку, осликана је од стране зографа Стерија из Кожана, који је урадио и иконостас и икону Светог Николе, и оставио запис о свом раду завршеном новембра 1858, изнад улаза у цркву.

У првој зони су стојеће фигуре, док су изнад њих медаљони са допојасним ликовима светитеља, а изнад ових сцене Великих празника. У апсиди је Богородица Знамења са ликом Христа у медаљону на грудима, испод ње су Свети Јован Златоусти и Свети Василије, а у северној ниши Вазнесење Христово. У доњој зони наоса, испод прве зоне фресака, сачувана је геометријска декорација од разнобојних сликаних спиралним трака. Реч је о квалитетном сликарству, посебно умешно и са пажњом обрађеним светитељским ликовима, које карактерише продуховљен израз и индивидуализација. Иконостас је сликан темпером на дрвету. У соклу су елипсасти медаљони са цвећем у вазама. Изнад њих су престоне иконе Светог арханђела Михаила (на северним дверима), Богородице са Христом, Благовести на Царским дверима, Исуса Христа, темпера на дасци, и Светог Саве архиепископа српског. Изнад престоних икона је Деизисни чин. 
- Источна фасада
- Живопис цркве
- Живопис- Васкрсење Лазарево
- Живопис